# Eyebrook Reservoir
Das Eyebrook Reservoir ist ein Stausee in den East Midlands in England. Es liegt auf der Grenze von Leicestershire und Rutland, 2 km südlich von Uppingham und 6 km nördlich von Corby und wird vom Eye Brook durchflossen. Der See wurde zwischen 1937 und 1940 von Stewards & Loyds angelegt, um ihr Stahlwerk in Corby mit Wasser zu versorgen. Im Mai 1943 diente er als Übungsgebiet für die Operation Chastise. Er ist ein nach dem Wildlife and Countryside Act von 1981 geschütztes Gebiet und ein Angelrevier für Forellen.